# Polyrhachis banghaasi
Polyrhachis banghaasi är en myrart som beskrevs av Hugo Viehmeyer 1922. Polyrhachis banghaasi ingår i släktet Polyrhachis och familjen myror. Inga underarter finns listade i Catalogue of Life.